# マザーシップ (映画)
『マザーシップ』（原題：The Mothership）は、マット・チャーマンが脚本と監督を手掛けたアメリカ合衆国のSFドラマ映画。
夫が田舎の農場で謎の失踪を遂げた女性を描くSFアドベンチャー。

## あらすじ
1年前に夫が田舎の農場で謎の失踪を遂げたサラ・モース（演：ハル・ベリー）は、自宅の地下に奇妙な地球外生命体を発見し、その子どもたちと共に、夫、父親、そして何より重要な真実を見つけるために行動することになる。

## キャスト
- サラ・モース - ハル・ベリー
- モリー・パーカー
- オマリ・ハードウィック（英語版）
- ヨハンナ - シドニー・レモン（英語版）
- アレックス - ラファエル・シルバ

## 製作
主要撮影はマサチューセッツ州ボストンで2021年6月14日から始まり、同年8月9日に終了した   。